# Pendle Water
Pendle Water ist ein Wasserlauf in Lancashire, England. Es entsteht als Ogden Clough westlich des Gipfels des Pendle Hill, der zur AONB des Forest of Bowland gehört und fließt zunächst in südlicher Richtung den Berg entlang, um sich an dessen Fuß nach Osten zu wenden. Der Wasserlauf speist zunächst das Upper Ogden Reservoir sowie danach das Lower Ogden Reservoir. An der Mündung des Barley Water bei Barley wechselt der Wasserlauf seinen Namen zu White Hough Water. Im Ort Roughlee wechselt er seinen Namen dann zu Pendle Water. Nach der Mündung des Blacko Water westlich von Higherford wendet sich der Wasserlauf in südlicher Richtung. Er mündet westlich von Brierfield in den River Calder.